# Cremolobus
Cremolobus es un género  de plantas fanerógamas de la familia Brassicaceae. Comprende 18 especies descritas y de estas, solo 7 aceptadas.

## Taxonomía
El género fue descrito por Augustin Pyrame de Candolle y publicado en Mémoires du Muséum d'Histoire Naturelle 7: 235. 1821.

## Especies aceptadas
A continuación se brinda un listado de las especies del género Cremolobus aceptadas hasta julio de 2014, ordenadas alfabéticamente. Para cada una se indica el nombre binomial seguido del autor, abreviado según las convenciones y usos.	
- Cremolobus bolivianus Britton
- Cremolobus chilensis (Lag. ex DC.) DC.
- Cremolobus peruvianus (Lam.) DC.
- Cremolobus rhomboideus Hook.
- Cremolobus stenophyllus Muschl.
- Cremolobus subscandens Kuntze
- Cremolobus suffruticosus (DC.) DC.